# Katharina Lüdin

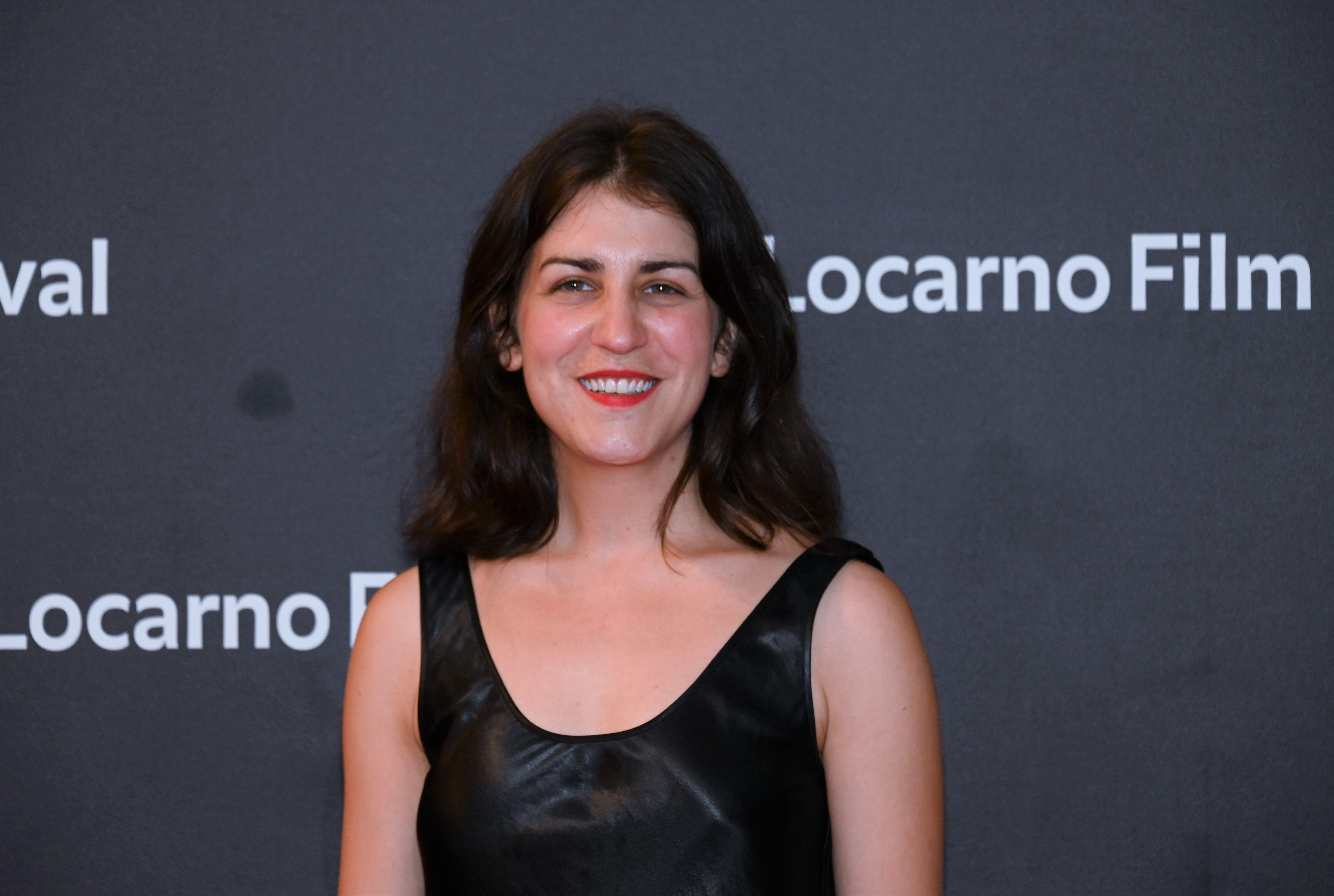
Katharina Lüdin beim 76. Locarno Film Festival 2023

Katharina Lisa Lüdin (* 1990 in Basel) ist eine Schweizer Regisseurin, Drehbuchautorin, Produzentin, Schauspielerin und Dozentin. Sie wird dem Autorenfilm zugerechnet.

## Leben
Katharina Lüdin studierte ab 2015 narrativen Film an der Hochschule für Bildende Künste Hamburg bei Angela Schanelec und ab 2018 an der Universität der Künste Berlin bei Thomas Arslan, wo sie ihr Studium 2024 abschloss.
Ihr Debütfilm Und dass man ohne Täuschung zu leben vermag wurde 2023 am 76. Locarno Film Festival im Wettbewerb Cineasti del Presente aufgeführt, lief auf nationalen und internationalen Festivals – unter anderem 2024 im Museum of Modern Art sowie im Lincoln Center in der 53. Reihe New Directors/New Films – und gewann zahlreiche Preise in verschiedenen Kategorien.
Katharina Lüdin arbeitet vornehmlich mit analogem Film. Sie ist Gründungsmitglied und ehemalige stellvertretende Vorsitzende der Hamburger Analogfilmwerke e. V.
Seit 2024 ist sie auch als Lehrbeauftragte für Film und Medien tätig. Sie ist Mitglied im Bundesverband Regie und der Queer Media Society.
Katharina Lüdin lebt in Berlin.

## Filmografie

### Filmemacherin
- 2014: Theresa (Kurz-Dokumentarfilm)
- 2015: Flitterwochenkind (Kurz-Spielfilm)
- 2016: Das Ei (Kurz-Experimentalfilm, 16 mm)
- 2019: One Day in Theatre (Kurz-Spielfilm)
- 2020: Übermorgen Palermo (mittellanger Spielfilm, 16 mm)
- 2021: Valeska (mittellanger Portraitfilm)
- 2023: Und dass man ohne Täuschung zu leben vermag (Langspielfilm, 16 mm)

### Schauspielerin
- 2018: Stadtstreicher, Regie: Marian Freistühler
- 2019: Frau Stern, Regie: Anatol Schuster
- 2022: Dazwischen Sommer, Regie: Jana Charlotte Tost
- 2023: Drifter, Regie: Hannes Hirsch
- 2025: Einhornjagd, Regie: Häly Heinecker

## Auszeichnungen (Auswahl)
- Nominierung Goldener Leopard (Pardo d’oro Cineasti del presente), Locarno Film Festival 2023
- Bestes Drehbuch, Achtung Berlin Filmfestival 2024
- Bester Film, Annual Aarhus Film Festival 2024